# Yichun (Jiangxi)
Yichun (chinês: 宜春, pinyin: Yíchūn, Wade–Giles: I-ch'un) é uma prefeitura com nível de cidade na província de Jiangxi, na China.